# Слобідська сільська рада (Каховський район)
Слобідська́ сільська́ ра́да — адміністративно-територіальна одиниця та орган місцевого самоврядування в Каховському районі Херсонської області. Адміністративний центр — село Архангельська Слобода.

## Загальні відомості
Слобідська сільська рада утворена в 1974 році.
- Територія ради: 48,392 км²
- Населення ради: 1 458 осіб (станом на 2001 рік)

## Населені пункти
Сільській раді підпорядковані населені пункти:
- с. Архангельська Слобода

## Склад ради
Рада складається з 16 депутатів та голови.
- Голова ради:

### Керівний склад попередніх скликань
| Прізвище, ім'я, по батькові | Основні відомості                                            | Дата обрання | Дата звільнення |
| --------------------------- | ------------------------------------------------------------ | ------------ | --------------- |
| Шинкаренко Микола Федорович | Сільський голова, 1954 року народження, член Народної партії | 26.03.2006   | 31.10.2010      |

Примітка: таблиця складена за даними сайту Верховної Ради України

### Депутати
За результатами місцевих виборів 2010 року депутатами ради стали:

#### За суб'єктами висування
| Суб'єкт висування           | Кількість обраних депутатів | %    |
| --------------------------- | --------------------------- | ---- |
| Партія регіонів             | 11                          | 68,8 |
| Комуністична партія України | 4                           | 25   |
| Самовисування               | 1                           | 6,3  |

#### За округами
| № округу                    | Прізвище, ім'я, по батькові     | Дата визнання обраним | Освіта  | Партійна приналежність            | Відомості про обраного депутата                                               |
| --------------------------- | ------------------------------- | --------------------- | ------- | --------------------------------- | ----------------------------------------------------------------------------- |
| Комуністична партія України |                                 |                       |         |                                   |                                                                               |
| 3                           | Квакуша Світлана Володимирівна  | 01.11.2010            | вища    | позапартійна                      | Архангельсько-слобідська загальноосвітня школа I–III ст., заступник директора |
| 8                           | Зорін Василь Федорович          | 01.11.2010            | середня | член Комуністичної партії України | пенсіонер                                                                     |
| 9                           | Ярмолич Валентина Антонівна     | 14.11.2010            | вища    | позапартійна                      | пенсіонер                                                                     |
| 12                          | Нарли Олександр Миколайович     | 01.11.2010            | вища    | позапартійний                     | Фермерське господарство «Астра», голова                                       |
| Партія регіонів             |                                 |                       |         |                                   |                                                                               |
| 1                           | Горб Володимир Анатолійович     | 01.11.2010            | вища    | член Партії регіонів              | Дитячо-юнацька спортивна школа «Колос», директор стадіону                     |
| 2                           | Артюшок Олексій Анатолійович    | 01.11.2010            | вища    | член Партії регіонів              | тимчасово не працює                                                           |
| 4                           | Фанін Василь Валерійович        | 01.11.2010            | вища    | член Партії регіонів              | Архангельсько-слобідська загальноосвітня школа I–III ст., вчитель             |
| 6                           | Піскова Оксана Федорівна        | 01.11.2010            | вища    | член Партії регіонів              | Слобідська сільська рада, секретар виконкому                                  |
| 7                           | Крачова Валентина Миколаївна    | 01.11.2010            | вища    | член Партії регіонів              | Слобідська сільська рада, спеціаліст з оподаткування та військового обліку    |
| 10                          | Дирдін Сергій Дмитрович         | 01.11.2010            | вища    | член Партії регіонів              | Фермерське господарство «Южанка», голова                                      |
| 11                          | Швець Володимир Євстратович     | 01.11.2010            | середня | член Партії регіонів              | тимчасово не працює                                                           |
| 13                          | Войтович Сергій Олегович        | 01.11.2010            | вища    | член Партії регіонів              | Архангельськослобідська загальноосвітня школа I–III ст., вчитель              |
| 14                          | Стволовий Борис Вікторович      | 01.11.2010            | вища    | член Партії регіонів              | приватний підприємець                                                         |
| 15                          | Панчук Любов Олександрівна      | 01.11.2010            | вища    | член Партії регіонів              | пенсіонер                                                                     |
| 16                          | Тарасенко Лідія Станіславівна   | 01.11.2010            | середня | член Партії регіонів              | тимчасово не працює                                                           |
| Самовисування               |                                 |                       |         |                                   |                                                                               |
| 5                           | Летинецький Вячеслав Антонович’ | 01.11.2010            | середня | позапартійний                     | Комунальне підприємство «Дніпро», директор                                    |